# Rinconcito en el cielo (album de Ramón Ayala)
Rinconcito en el cielo est un album en studio de Ramón Ayala, dont le chanteur et le Bajosextiste était alors Eliseo Robles, dont la version originale a été publiée par le label Freddie Records, en 1985, et qui a fait l'objet de plusieurs éditions.